# 大倉颯太
大倉 颯太（おおくら そうた、1999年5月28日 - ）は、石川県野々市市出身のプロバスケットボール選手。B.LEAGUE・アルバルク東京所属。ポジションはポイントガード、シューティングガード。

## 出身
・小学校：野々市市立館野小学校
・中学校：野々市市立布水中学校
・高校　：北陸学院高等学校
・大学　：東海大学

## 来歴
北陸学院高校から東海大学に進み、2019-20シーズンで千葉ジェッツの特別指定選手として加入。
2020年12月15日、エイベックスとエージェント契約を結ぶ。
2021年2月14日の信州ブレイブウォリアーズ戦で負傷。診断の結果、前十字靭帯断裂、内側側副靭帯損傷並びに半月板損傷により全治1年と診断された。本来であれば、大学でバスケット選手の活動をする予定だったが、復帰までジェッツに残ることが発表され、応援プロジェクトも始動した。
負傷後は医師が驚くほどのスピードで復調し、10月25日には復帰許可が降り、本来の復帰予定より3ヶ月以上早く、10月31日の関東大学バスケットボールリーグ戦の早稲田大学戦で先発出場。13分6秒の出場で6得点1リバウンドを記録し復帰。リーグ戦優勝、インカレ準優勝の原動力となる。
2021年12月14日、プロ契約を結ぶ。21-22シーズンでは、24試合の出場で120得点、40リバウンド、38アシストを記録した。

## 経歴
- 北陸学院高校 - 東海大学 - 千葉ジェッツふなばし（2021年～）

## 代表歴
- 2018年度U22日本代表

## 個人成績
| シーズン   | チーム | GP | GS | MPG   | FG%  | 3P%  | FT%  | RPG | APG | SPG | BPG | TO  | PPG |
| ---------- | ------ | -- | -- | ----- | ---- | ---- | ---- | --- | --- | --- | --- | --- | --- |
| B1 2020-21 | 千葉J  | 4  | 0  | 17:33 | .462 | .500 | .800 | 0.5 | 2.8 | 0.8 | 0   | 1   | 4.8 |
| B1 2021-22 | 千葉J  | 24 | 2  | 15:09 | .422 | .348 | .848 | 1.7 | 1.6 | 0.5 | 0.1 | 1.1 | 5.0 |
| B1 2022-23 | 千葉J  | 14 | 1  | 17:12 | .292 | .206 | .750 | 1.4 | 2.8 | 1.1 | 0.1 | 1.3 | 4.9 |
| B1 2023-24 | 千葉J  | 45 | 8  | 12:36 | .342 | .272 | .731 | 1.1 | 1.3 | 0.6 | 0   | 0.9 | 3.3 |